# Levél (železniční zastávka)
Levél je železniční zastávka v Maďarsku, v obci Levél, která se nachází v župě Győr-Moson-Sopron. Zastávka byla otevřena v roce 1855, kdy byla zprovozněna trať mezi Győrem a Bruckem an der Leitha.

## Provozní informace
Zastávka má nástupiště z obou traťových kolejí. V zastávce není možnost zakoupení si jízdenky a trať v zastávce je elektrizovaná střídavým proudem 25 kV, 50 Hz. Provozuje ji společnost MÁV.

## Doprava
Zastavují zde pouze osobní vlaky, které jezdí do Budapešti, Vídně, Győru a Rajky. Projíždějí zde mezinárodní vlaky EuroCity a railjet.

## Tratě
Zastávkou prochází tato trať:
- Budapešť–Hegyeshalom (MÁV 1)